# Ronnie Edwards (football)
Ronnie Edwards, né le 28 mars 2003 à Harlow en Angleterre, est un footballeur anglais qui évolue au poste de défenseur central aux Southampton FC.

## Biographie

### En club
Né à Harlow en Angleterre, Ronnie Edwards est formé par le Barnet FC. Le 10 août 2020, Edwards rejoint Peterborough United.
Il joue son premier match avec Peterborough United le 8 septembre 2020, lors d'une rencontre de EFL Trophy contre Burton Albion. Il est titularisé et son équipe l'emporte après une séance de tirs au but. Il fait sa première apparition en championnat le 15 décembre 2020 contre Milton Keynes Dons. Il est titulaire lors de cette rencontre qui se solde par un match nul de un partout,. Lors de cette saison 2020-2021, Edwards participe à la montée du club à l'échelon supérieur.
Après avoir brillé en Championship malgré la relégation du club en troisième division, Edwards est suivi par plusieurs clubs de première division.
Le 3 juillet 2024, Ronnie Edwards s'engage en faveur du Southampton FC pour un contrat de quatre ans, soit jusqu'en juin 2028,.

### En sélection
Ronnie Edwards est convoqué pour la première fois avec les moins de 19 ans en mai 2021. Il joue son premier match avec cette sélection le 6 octobre 2021 contre la France. Il est titularisé et son équipe s'incline par trois buts à un. Avec cette sélection il est retenu pour participer au championnat d'Europe des moins de 19 ans en 2022. Lors de ce tournoi organisé en Slovaquie il joue quatre matchs en tant que titulaire et son équipe remporte la compétition en battant Israël en finale le 1er juillet 2022 (1-3 après prolongations).
Edwards représente également les moins de 20 ans, sélection avec laquelle il apparaît à trois reprises.

## Palmarès

### En sélection
- Angleterre -19 ans
  - Vainqueur du Championnat d'Europe en 2022.